# 埃尔斯莱韦克
埃尔斯莱韦克（法語：Heiltz-l'Évêque，法語發音：[ɛls levɛk]）是法国马恩省的一个市镇，位于该省东南部，属于维特里勒弗朗索瓦区。

## 地理
埃尔斯莱韦克（48°46'50"N, 4°44'44"E）面积9.43 平方千米，位于法国大東部大區马恩省，该省份为法国东北部内陆省份，北起阿登省，西北接埃纳省，西南接塞纳-马恩省，南至奥布省，东南接上马恩省，东临默兹省。
与埃尔斯莱韦克接壤的市镇（或旧市镇、城区）包括：索河畔比尼库尔、勒比松、尚日、瓦勒德维耶尔、瑞斯库尔-米讷库尔、乌特勒蓬、蓬蒂永、大瓦夫赖、小瓦夫赖。

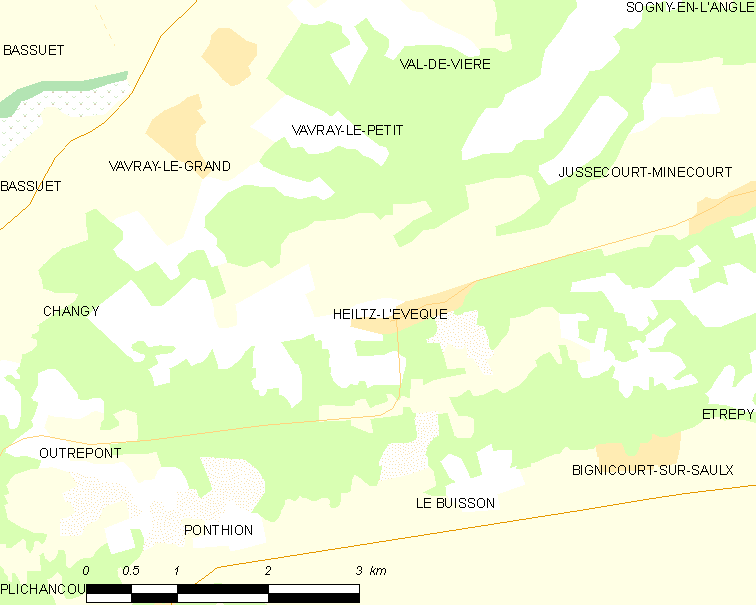
埃尔斯莱韦克的OSM定位图

埃尔斯莱韦克的时区为UTC+01:00、UTC+02:00（夏令时）。

## 行政
埃尔斯莱韦克的邮政编码为51340，INSEE市镇编码为51290。

## 政治
埃尔斯莱韦克所属的省级选区为塞迈兹莱班县。

## 人口

1962-2008年间埃尔斯莱韦克人口变化图示

埃尔斯莱韦克于2022年1月1日时的人口数量为278人。